# Рев'якін Василь Дмитрович
Василь Дмитрович Рев'якін (рос. Василий Дмитриевич Ревякин; 26 квітня 1918, Данилкіно — 14 квітня 1944, Севастополь) — в роки німецько-радянської війни керівник Севастопольської підпільної партійної організації, гвардії старшина. Герой Радянського Союзу.

## Біографія

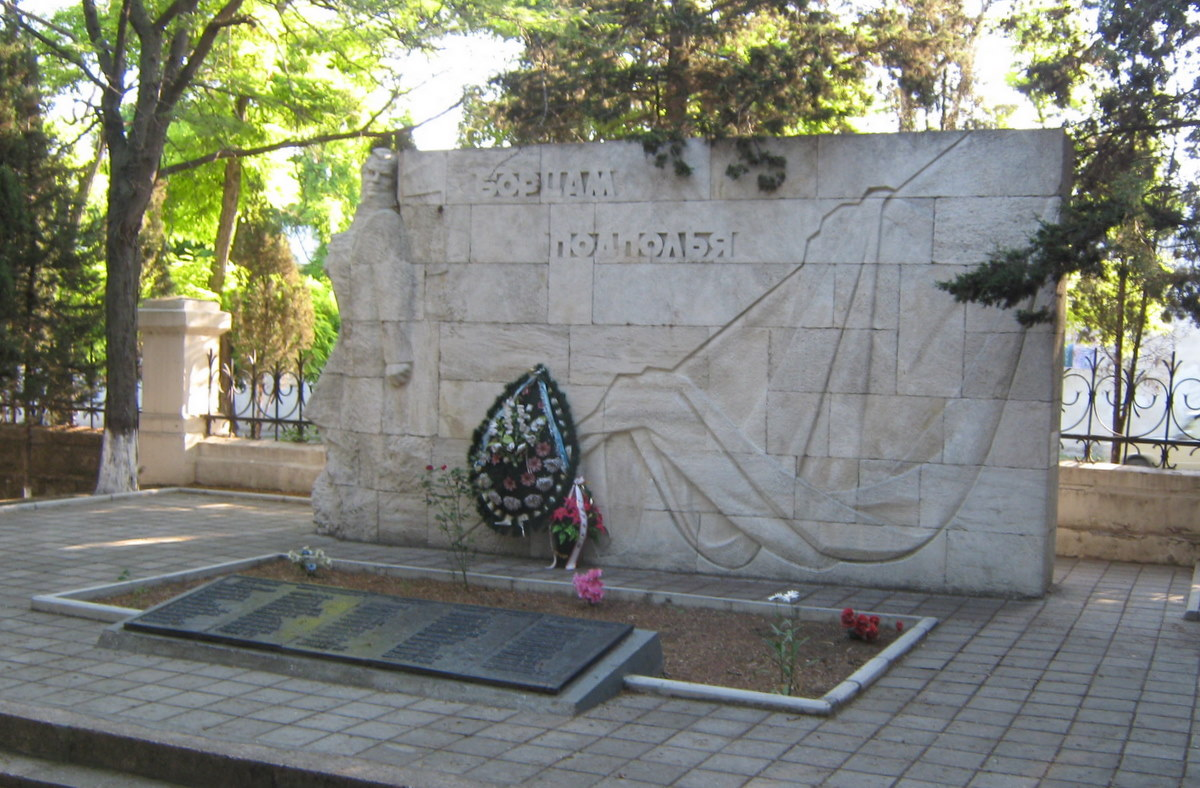
Братська могила учасників Севастопольського підпілля

Народився 26 квітня 1918 року в селі Данилкіному (нині Балашовського району Саратовської області) в селянській сім'ї. Росіянин. 1940 року закінчив природничо-математичний факультет Балашовського учительського інституту, здобув спеціальнісь вчитель хімії і біології.
Після закінчення вищого навчального закладу, того ж року призваний до Червоної армії. Військову службу проходив у 265-му (18-му гвардійському) армійському артилерійському полку. Німецько-радянську війну зустрів на Південному фронті. Завідував продовольчим складом полку. Брав участь в обороні Одеси і Севастополя.
5 липня 1942 року на мисі Херсонесі потрапив у полон, звідки втік з колони військовополонених. Переховувався у місцевих мешканців А. П. Лопачук, а потім Л. Т. Нефьодової. Пізніше остання стала його дружиною і помічницею у підпільній роботі. Заручившись свідченням двох осіб, зареєструвався на біржі як учитель біології і хімії, який за станом здоров'я не служив у Червоній армії. Був направлений на роботу викладачем хімії в школу № 4 на Північній стороні, а потім у школу № 1, що по вулиці Лазарівській.
У березні 1943 року за його ініціативи була створена комуністична підпільна організація в тилу німців (КПОВТН), яка до жовтня 1943 року об'єднала 17 підпільних патріотичних груп. Штаб організації знаходився в будинку Рев'якіна № 46 по Лабораторному шосе (Лабораторна балка). Підпільники випускали і поширювали газету «За Батьківщину», організовували саботаж на підприємствах, здійснювали диверсії. В результаті вибуху на залізничній станції 22 грудня 1943 року підпільниками під його керівництвом  було знищено 38 вагонів з ворожими військовослужбовцями і бойовою технікою.
14 березня 1944 року, за доносом зрадника, був заарештований гестапо і зазнав тортур. Засуджений до розстрілу разом з іншими 32 підпільниками. 14 квітня 1944 року всі засуджені були страчені на 5-му кілометрі Балаклавського шосе і в Юхариній балці. Після відвоювання Севастополя їх останки поховані в Севастополі у братській могилі на кладовищі Комунарів.

## Нагороди
За створення підпільної партійної організації в Севастополі в роки Великої Вітчизняної війни і її керівництво, за видатні заслуги, мужність і відвагу, проявлені в боротьбі з німецько-фашистськими загарбниками Указом Президії Верховної Ради СРСР від 8 травня 1965 року Василю Рев'якіну посмертно присвоєно звання Героя Радянського Союзу. Нагороджений орденом Леніна.

## Пам'ять
Ім'ям Василя Рев'якіна названі:
у Севастополі
- площа;
- загальноосовітня середня школа № 16[a], в якій під час окупації викладав Василь Рев'якін (перед нею в листопаді 1967 року встановлено пам'ятник Герою; скульптор Євдокія Слюсар);
- вулиця, на будику № 1 якої встановлено анотаційну дошку.

інше
- рибоморозильний траулер № 442 Головного управління Азово-Чорноморського басейну[1];
- вулиця в місті Балашові Саратовської області Росії[1].

Також у Севастополі:
- до 50-річчя Жовтневої революції в Лабораторній балці, в будинку, де під час окупації жив Василь Дмитрович, був відкритий музей Севастопольських підпільників.
- на місці розстрілу підпільників в Юхариній балці встановлений пам'ятний знак, на якому занесені їх імена, в тому числі їх керівника Василя Рев'якіна.